# ديفيد لافي
ديفيد لافي (26 يناير 1963 بحيفا في إسرائيل - ) هو لاعب كرة قدم إسرائيلي في مركز الدفاع. لعب مع مكابي حيفا وهبوعيل حيفا.